# Paul Drude
Paul Karl Ludwig Drude (tiếng Đức: [ˈdʀuːdə]; sinh ngày 12 tháng 7 năm 1863 - mất ngày 5 tháng 7 năm 1906) là một nhà vật lý người Đức chuyên về quang học. Ông đã viết một cuốn sách giáo khoa cơ bản tích hợp quang học với các lý thuyết điện từ học của James Clerk Maxwell.

## Giáo dục
Drude được sinh ra trong một gia đình người Do Thái, là con trai của một bác sĩ ở Braunschweig, Drud bắt đầu nghiên cứu về toán học tại Đại học Göttingen, nhưng sau đó đã thay đổi ngành học của mình thành vật lý học.Luận án của ông bao gồm sự phản xạ và sụ nhiễu xạ của ánh sáng trong tinh thể được hoàn thành vào năm 1887, dưới sự giám sát của Woldemar Voigt.

## Sự nghiệp
Vào năm 1894, Drude trở thành một giáo sư thỉnh giảng xuất sắc tại Đại học Leipzig; trong cùng năm đó ông kết hôn với Emilie Regelsberger, con gái của luật sư ở Göttingen. Họ đã có 4 đứa con. Vào năm 1900, ông trở thành biên tập viên cho tạp chí khoa học Annalen der Physik, được kính trọng nhất vào thời điểm đó. Từ năm 1901-1905, ông là giáo sư vật lý tại Đại học Giessen. Vào năm 1905, ông trở thành giám đốc của viện vật lý tại Đại học Berlin. Vào năm 1906, ở đỉnh cao sự nghiệp của mình, ông trở thành một thành viên của Học viện Khoa học Phổ. Một vài ngày sau khi bài giảng nhậm chức của ông, vì những lý do không thể giải thích, ông đã tự sát. Drude đã để lại vợ và bốn người con.

### Nghiên cứu
Drude tốt nghiệp năm Heinrich Hertz đã bắt đầu xuất bản phát hiện của mình từ các thí nghiệm của mình trên các lý thuyết điện từ học của James Clerk Maxwell.Do đó Drude bắt đầu sự nghiệp chuyên nghiệp của mình tại thời điểm các lý thuyết của Maxwell đã được đưa vào Đức. Thí nghiệm đầu tiên của ông là xác định các hằng số quang học của các chất rắn khác nhau, đo được bằng mức độ chính xác. Sau đó, ông đã làm việc để lấy được mối quan hệ giữa các hằng số quang học và điện và cấu trúc vật lý của các hóa chất. Vào năm 1894, ông chịu trách nhiệm giới thiệu ký hiệu "c" cho tốc độ ánh sáng trong một chân không hoàn hảo.
Vào cuối nhiệm kỳ của mình tại Leipzig, Drude đã được mời viết một cuốn sách giáo khoa về quang học, mà ông đã chấp nhận. Cuốn sách, Lehrbuch der Optik, được xuất bản vào năm 1900, tập hợp các chủ đề khác biệt trước đây về điện và quang học, được trích dẫn bởi Drude như là một "sự tạo nên kỷ nguyên tiến bộ trong khoa học tự nhiên."
Vào năm 1900, ông đã phát triển một mô hình mạnh mẽ để giải thích các tính chất nhiệt, điện và quang học của vật chất. Mô hình Drude sẽ được nâng cao hơn nữa vào năm 1933 bởi Arnold Sommerfeld và Hans Bethe.

## Danh dự
- Miệng núi lửa Drude trên Mặt Trăng được đặt theo tên ông.
- Paul-Drude-Institut für Festkörperelektronik, ở Berlin,được đặt theo tên ông để vinh danh.